# Roupala suaveolens
Roupala suaveolens là một loài thực vật có hoa trong họ Quắn hoa. Loài này được Klotzsch miêu tả khoa học đầu tiên năm 1847.